# دوو گوتاین
سولومون دوو گوتاین (انگلیسی: Shelomo Dov Goitein; ۱۳ آوریل ۱۹۰۰ – ۶ فوریهٔ ۱۹۸۵) دانشمند در زمینه قوم‌نگاری اهل آلمان بود.
وی همچنین برندهٔ جوایزی همچون جایزه هاروی و کمک‌هزینه گوگنهایم شده‌است.